# Galeodopsis cyrus
Galeodopsis cyrus es una especie de arácnido  del orden Solifugae de la familia Galeodidae.

## Distribución geográfica
Se encuentra en el este de Asia.